# Spaans Hof (Destelbergen)

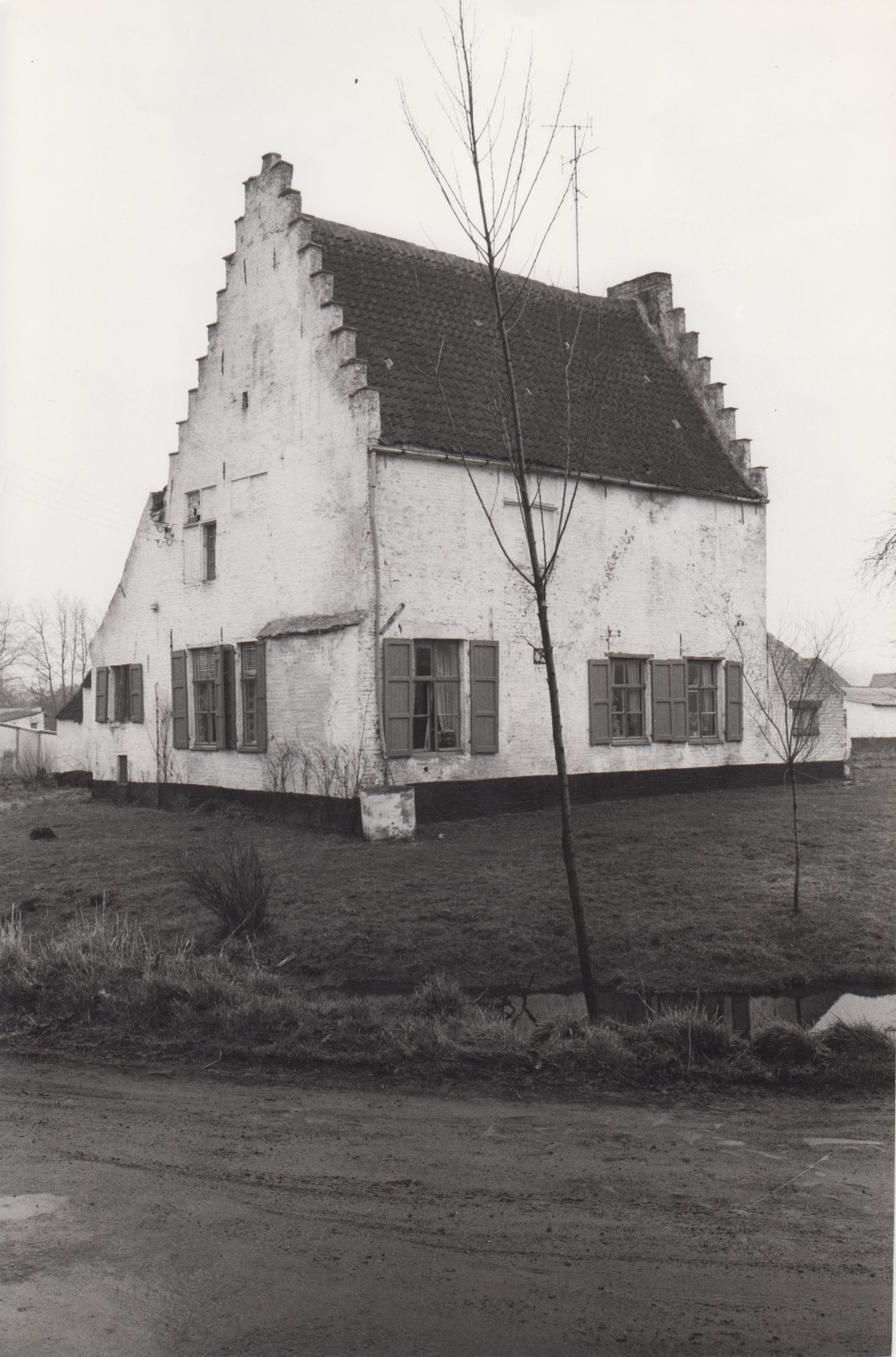
Spaans Hof

Het Spaans Hof is een boerderij en voormalig kasteel in de tot de Oost-Vlaamse gemeente Destelbergen behorende plaats Heusden, gelegen aan de Donkerstraat 3.

## Geschiedenis
In 1725 werd het omgrachte goed met kasteel afgebeeld op een kaart van P.J. Benthuys. Het behoorde toen toe aan de graaf van Dongelberg. In 1855 werd het aan de plaatselijke parochie geschonken.

## Gebouw
Het noordelijk deel van de voormalige omgrachting is nog aanwezig. De overblijfselen van het vroegere kasteel worden gebruikt als boerenwoning. De trapgevels zijn 16e of 17e eeuws maar werden in later jaren wel enigszins aangepast.